# DreamShell
DreamShell — Unix-подобная операционная система, предназначенная для игровой приставки Sega Dreamcast. Базируется на библиотеках KallistiOS. Изначально представляла собой интерфейс командной строки, с возможностью выполнения собственных приложений.
Позднее обрела GUI-интерфейс, основанный на XML-модуле, а также поддержку приложений, написанных на lua-скриптах, с возможностью расширения их функционала, за счёт использования функций из klf-модулей (аналог DLL в KallistiOS).

## История версий DreamShell

### DreamShell 1
DreamShell 1.0.0 — 2 февраля 2004
DreamShell 1.1.0 Beta — 20 апреля 2004
DreamShell 1.1.5 Beta — 25 апреля 2004
DreamShell 1.1.8 — 28 апреля 2004
DreamShell 1.2.0 — 5 мая 2004
DreamShell 1.2.1 — 5 мая 2004
DreamShell 1.2.2 — 7 мая 2004
DreamShell 1.2.3 — 3 июня 2004
DreamShell 1.3.0 Build 71 — 24 июля 2004

### DreamShell XT
DreamShell XT 2.0.0 Alpha build 280 — 2 февраля 2005
DreamShell XT 2.1.1 Alpha2 build 457 — 26 июля 2005
DreamShell XT 2.3.0 — 25 августа 2005
DreamShell XT 2.3.1 — 7 сентября 2005

### DreamShell NG
DreamShell NG 3.0.0.100 PreAlpha — 18 марта 2006
DreamShell NG 3.0.0.500 Beta — 7 августа 2006
DreamShell NG 3.0.0.800 — 17 февраля 2007
DreamShell NG 3.0.0.810 — 5 июня 2007

### DreamShell 4
DreamShell 4.0.0 Beta — 2 февраля 2009

Система обретает новое, кроссплатформенное ядро, а также GUI. Появилась возможность написания приложений на Lua, с использованием функций из модулей KLF, написанных на С.

DreamShell 4.0.0 Beta 2 — 10 июня 2009

Первая версия, в которой появился простой файловый менеджер.
- Добавлена интегрированная поддержка SD Card. Это дает возможность управлять файлами с SD карты так же как с VMU или другим устройством хранения информации Dreamcast. Поддерживаются все основные возможности файловой системы. Существует ограничение формата записи имени файла 8.3.
- Добавлен новый XML элемент <cardstack>
- Добавлен экран загрузки (выводится когда приложение загружается).
- Добавлена начальная поддержка изменения курсора GUI.
- Исправлены ошибки парсинга в XML цвета для элементов <label> и <input>.
- Событие «onload» (в XML <body>) из приложения теперь работает в отдельном thread.
- Переписаны API функции работы с командами консоли и добавлены новые функции связанные с выводом консоли.
- Появилось возможность «усыпить» основное ядро DreamShell.

DreamShell 4.0.0 Beta 3 — 29 июня 2009
- Файловая система SD Card избавлена от лимита 8.3, можно использовать длинные имена файлов и названия файлов на русском. Обновлена библиотека для работы с FAT.
- Файловый менеджер обновлён. Добавлены новые функции работы с файлами (архивирование, распаковка, переименование), а также поддерживается больше форматов для открытия или загрузки файлов, при надобности загружается нужный модуль.
- Исправлены модули mp3 и ogg, теперь при их загрузке в консоли появляются команды для проигрывания этих форматов, а также внедрена их поддержка в файловом менеджере.
- Добавлен модуль, созданный из программы VC/DC 0.2 (проигрыватель VideoCD для Dreamcast).
- Добавлены команды gzip и bzip2 для работы с одноимёнными архивами.
- Курсоры в GUI теперь можно менять в любой момент.
- Добавились новые события в XML <body> — «onopen», «onclose», «onunload».
- Пути в XML теперь могут быть относительными, так же добавилась возможность задавать рабочий каталог для DreamShell.
- Теперь DreamShell может загружаться напрямую с SD-карты с помощью «DreamShell SD Loader».
- Добавился модуль sdiso, при его загрузке появляется одноимённая команда в консоли, с помощью которой можно запускать ISO-образы с SD-карты, также этот модуль встроен в файловый менеджер, чтобы можно было запускать образы щелчком по ISO файлу.

DreamShell 4.0.0 Beta 4 — 15 августа 2010
- Переработана отрисовка видео. Теперь она работает отдельным процессом, что позволяет не замораживать всю ОС из-за работы какой-либо команды, да и на скорость работы это повлияло положительно.
- Появилась поддержка внешних команд. Команды представляют собой отдельно скомпилированные программы (формата ELF) или Lua-скрипты. Находятся в каталоге cmds.
- Обновлена библиотека fatfs (для работы с SD-картой) до последней версии, а также улучшена её работа в ОС.
- Модуль sdiso теперь не является модулем, теперь он оформлен как внешняя команда. В нём также была обновлена библиотека fatfs и добавлена поддержка длинных имён файлов.
- Добавлены новые команды:

```
bios — позволяет прошивать биос (если у вас есть bios mod)
gdrip — для рипа GD-ROM на SD-карту.
hack — для хака LBA у бинарного файла. Может хакнуть бинарник и напрямую в ISO-образе.
ffdev — для работы с SD-картой.
dreameye — для сохранения и удаления фотографий с камеры 
Dreameye
.
luac — компилятор lua-скриптов в байткод.
и другие.
```

Также были вынесены некоторые внутренние команды во внешние, что позволило облегчить немного ядро DS.
- Немного доработан файловый менеджер. Появились подсказки у панели инструментов, а также в заголовке показывается текущий путь. Также, в него была встроена поддержка прошивки биоса (при клике на файл с расширением .bios) и рипа GD-ROM.
- Добавлено приложение для установки DreamShell в биос (при наличии аппаратного мода BIOS). Теперь можно загружать DreamShell напрямую без диска с биоса и SD-карты.
- Добавлена начальная поддержка сети.
- Добавлен модуль lwip, который является альтернативой встроенной поддержки сети.
- Библиотеки zip и bzip2 были вынесены в отдельные модули, для облегчения ядра DS.
- Добавлена виртуальная клавиатура, которая работает как в консоли, так и в GUI. Вызывается шифтами на джойстике.
- Ускорена загрузка ядра DS.
- У кнопок в GUI добавлены события mouseover и mouseout;
- Новые функции в API.

DreamShell 4.0.0 Release — 2 февраля 2024

## Приложения

### File Manager

Файловый менеджер DreamShell

Первое приложение, появившееся для DreamShell версии 4.0.
Файловый менеджер, имеет двух-панельный интерфейс, предназначен для просмотра файловой системы, в том числе, памяти VMU, носителя GD-ROM и карты памяти SD (при наличии соответствующего считывающего устройства).

### DSInstall

Приложение DSInstall

Появилось в DreamShell версии 4.0 Beta 4.
Позволяет установить операционную систему прямо в BIOS Dreamcast.

### Region Changer

Приложение Region Changer

Появилось в DreamShell версии 4.0 Beta 4.
Позволяет изменить региональную принадлежность приставки и формат выводимого видеосигнала (PAL/NTSC) без необходимости перепрошивки BIOS. Для работы приложения требуется модификация материнской платы приставки.